# For My Dear...
For My Dear…  (Para o Meu Querido… ) é o quarto single da cantora Japonesa Ayumi Hamasaki. O Single foi lançado em 7 de Outubro de 1998.

## Lista de músicas
1. For My Dear… (Para o Meu Querido… ) — 4:32
2. For My Dear… (Versão Acústica)
3. For My Dear… (instrumental)

## Relançamento
O single foi relançado em 28 de fevereiro de 2001, apresentando quatro músicas novas.

### Lista de músicas
1. For My Dear… (Mix original) — 4:32
2. For My Dear… (Versão Acústica)
3. A Song for XX (A Song for ××; Uma música para ××; (she shell Reproduction))
4. Friend II (FRIEND II; Amigo II; Jazzy Jet Mix)
5. As if... (Como se… ; dub's L.B.M remix)
6. For My Dear… (Instrumenal)
7. For My Dear… (Versão Acústica; Instrumental)

## Apresentações ao vivo
- 9 de Outubro de 1998 - Super Dream Live - "For My Dear… "
- 17 de Outubro de 1998 - PopJam - "For My Dear… "
- 24 de Outubro de 1998 - CDTV - "For My Dear… "
- 30 de Outubro de 1998 - Music Station - "For My Dear… "
- 9 de Novembro de 1998 - Japan Cable Awards - "For My Dear… "

## Oricon & Vendas
Oricon Sales Chart (Japão)
| Lançamento         | Parada                | Posição topo | Primeira semana de vendas | Total  | Tempo nas paradas |
| ------------------ | --------------------- | ------------ | ------------------------- | ------ | ----------------- |
| 7 de Outubro, 1998 | Oricon Parada Semanal | 9            | 28,590                    | 74,440 | 7 (semanas)       |